# Acanthoptera
Acanthoptera is een kevergeslacht uit de familie van de boktorren (Cerambycidae). De wetenschappelijke naam van het geslacht werd voor het eerst geldig gepubliceerd in 1832 door Perty.

## Soorten
Acanthoptera is monotypisch en omvat slechts de volgende soort:
- Acanthoptera violascens Perty, 1832